# Jane Horrocks
Barbara Jane Horrocks (Rawtenstall, Lancashire, 18 de enero de 1964), conocida artísticamente como Jane Horrocks, es una actriz de televisión, cine y voz británica que ha destacado por su papel de Bubble en la comedia británica Absolutamente fabulosas, así como también por su voz y su fuerte acento de Lancashire.

## Biografía
Nació en 1964. Sus padres eran de clase trabajadora. Desde muy temprana edad empezó haciendo mímicas y su talento era elogiado por los que la rodeaban. Sin embargo, nunca se imaginó que podría tener futuro en el norte de Inglaterra. Posteriormente logró ingresar a la Royal Academy of Dramatic Arts (RADA por sus siglas en inglés). Durante sus años de estudio fue compañera de Ralph Fiennes, Imogen Stubbs e Ian Glen. Al finalizar sus estudios empezó a trabajar con la Royal Shakespeare Company, sin embargo sentía que no trabajaba muy bien con ellos por lo que decidió dejar la compañía y empezó a trabajar con el libretista Jim Cartwright.
A finales de la década de los 80 empezó a participar en episodio de series británicas como El Cuenta Cuentos, A primera Vista y Ruth Rendell's Mysteries. También participaba en películas para televisión como Las Quince Calles y Heartland.
Seguramente su éxito llegó en 1990, cuando aparece interpretando a Irvine, la asistente de la bruja mayor (Anjelica Huston) en la película de fantasía y horror The Witches y también su participación en la película Life Is Sweet por la que recibió excelentes críticas. En 1992 sin lugar dudas es reconocida en todo el Reino Unido al interpretar a Bubble, la asistente de Edina Monsoon en la comedia de modas Absolutely Fabulous. Al año siguiente participa en la adaptación televisiva de la película Cabaret, protagonizada anteriormente por Liza Minnelli y que ahora protagonizaba con Alan Cumming.
Jim Cartwright había escrito la obra The Raise and The Fall of Little Voice, acerca de una chica tímida con un gran talento para imitar a las más famosas cantantes de la historia, más tarde, en 1998 fue llevada al cine simplemente como Little Voice y protagonizada por ella, teniendo como coprotagonistas a los actores Ewan McGregor, Brenda Blethyn y Michael Caine. Tanto la película como ella tuvieron vastas nominaciones por todo el Reino Unido e incluso en los Premios Óscar.
Curiosamente mientras estuvo estudiando en la Royal Academy of Dramatic Arts muchas personas le dieron el "consejo" de que se deshiciera de su acento de Lancashire pero luego fue este peculiar acento el que empezó a proporcionarle más trabajo, sobre todo en el nuevo continente. En el año 2000, participa en la comedia de DreamWorks, Chicken Run dándole la voz a Babs. También ha dado voz a otros famosos personajes como la Anciana Gertrudis y la Araña en Corpse Bride; Meenie en Garfield 2; y el Hada Mary en Tinker Bell.
Entre 2005 y 2006 empezó a participar en series de televisión animadas como Fifi and the Flowertots y Little Princess, donde se puede apreciar su gran talento al hacer voces bastante agudas. Desde 2005 empezó a prestar su voz para la serie radiofónica de la BBC4 The Hitchhikers's Guide to the Galaxy que adaptaba la trilogía de novelas de Douglas Adams. En 2009 se incorporó a la obra Annie Get your Gun en el Teatro Young Vic en Londres.

### Vida personal
Actualmente vive con su pareja, el escritor Nick Vivian, con quien tiene dos hijos: Dylan y Molly.

## Filmografía
| Año  | Película                                                     | Personaje                                                                    |
| ---- | ------------------------------------------------------------ | ---------------------------------------------------------------------------- |
| 1987 | The Dressmaker                                               | Rita                                                                         |
| 1989 | Getting It Right                                             | Jenny                                                                        |
| 1989 | The Wolves of Willoughby Chase                               | Pattern                                                                      |
| 1990 | The Witches                                                  | Irvine                                                                       |
| 1990 | Memphis Belle                                                | Faith                                                                        |
| 1990 | Life Is Sweet                                                | Nicola                                                                       |
| 1994 | Deadly Advice                                                | Jodie Greenwood                                                              |
| 1994 | Second Best                                                  | Debbie                                                                       |
| 1995 | Some Kind of Life                                            | Alison                                                                       |
| 1998 | Little Voice                                                 | LV                                                                           |
| 2000 | Chicken Run                                                  | Babs (Voz)                                                                   |
| 2000 | Born Romantic                                                | Mo                                                                           |
| 2005 | Corpse Bride                                                 | Anciana Gertrudis/Araña (Voz)                                                |
| 2005 | Brothers of the Head                                         | Roberta Howe                                                                 |
| 2006 | Garfield 2                                                   | Meenie (Voz)                                                                 |
| 2008 | Julio, Jhonnatan and Leonardo Go Wild! - Treehouse of Horror | Hellen, Babs, Meenie (Voz) (como Jane Devil Hell Horrors, Crane Brocks,etc.) |
| 2008 | Tinker Bell                                                  | Hada Mary (Voz)                                                              |
| 2009 | Tinker Bell and the Lost Treasure                            | Hada Mary (Voz)                                                              |
| 2011 | Arthur Christmas                                             | Alce (Voz)                                                                   |
| 2023 | Chicken Run: Dawn of the Nugget                              | Babs (Voz)                                                                   |

| Año       | Serie de televisión o Película                              | Personaje                      |
| --------- | ----------------------------------------------------------- | ------------------------------ |
| 1987      | First Sight                                                 | Natalie                        |
| 1988      | El cuentacuentos                                            | Anja                           |
| 1988      | Los misterios de Ruth Rendell                               | Pippa Bond                     |
| 1989      | Las quince calles                                           | Christine Bracken              |
| 1989      | Heartland                                                   | Pam                            |
| 1989      | La hora de Jim Henson                                       | Anja                           |
| 1989      | Victoria Wood                                               | Cathy Warburton                |
| 1989      | Alas Smith and Jones                                        |                                |
| 1990      | Boon                                                        | Trisha Downey                  |
| 1991      | Came out, It rained, Went back in again                     | Aprendiz de lesbiana           |
| 1991      | Screen one                                                  | Gail                           |
| 1992      | Red Dwarf                                                   | Nirvanah Crane                 |
| 1992      | Screenplay                                                  | Louis/Maggie Hunt              |
| 1992      | Roots                                                       |                                |
| 1992-2012 | Absolutely Fabulous                                         | Bubble                         |
| 1993      | Cabaret                                                     | Sally Bowles                   |
| 1994      | Suffer the little children                                  | Deborah Hayes                  |
| 1994      | Butter                                                      | Beggar                         |
| 1994      | Self Catering                                               | Marilyn                        |
| 1995      | Carpston Villas                                             | Flossie (Voz)                  |
| 1995      | Performance                                                 | Doll Tearsheet                 |
| 1996      | Nightlife                                                   | Helen                          |
| 1996      | Historias de la cripta                                      | Cammy (Episodio "Guerra fría") |
| 1996      | Never mind the Horrocks                                     | Varios personajes              |
| 1997      | Wyrd Sisters                                                | Magrat                         |
| 1997      | The blobs                                                   | Todas las voces (Voz)          |
| 1999      | Hunting Venus                                               | Cassandra                      |
| 1999      | Foxbusters                                                  | Jeffries                       |
| 1999      | The flint street nativity                                   | Shepherd 2                     |
| 1999      | Hooves of fire                                              | Donner (Voz)                   |
| 1999-2000 | Watership down                                              | Hannah                         |
| 2000      | Mirrorball                                                  | Yita Hilberstam                |
| 2001      | Little big mouth                                            | Krystan                        |
| 2001      | Ivor, el invisible                                          | Mamá (Voz)                     |
| 2002      | Linda Green                                                 | Teresa Franklin                |
| 2002      | La leyenda de la tribu perdida                              | Donner/Zorro (Voz)             |
| 2004      | The all Star comedy show                                    | Varios personajes              |
| 2005      | Feliz cumpleaños, Peter Pan                                 | Campanita (Voz)                |
| 2005      | Jericho                                                     | Sadie Swettenham               |
| 2006      | The street                                                  | Angela Quinn                   |
| 2005-2006 | Fifi and the Flowertots                                     | Fifi Forget-Me-Not (Voz)       |
| 2006      | La pequeña princesa                                         | Pequeña princesa (Voz)         |
| 2006      | The Amazing Mrs. Pritchard                                  | Ross Pritchard                 |
| 2007      | Robby the Reindeer in the close encounters of the herd kind | Donner (Voz)                   |
| 2009      | Gracie!                                                     | Gracie Field                   |
| 2010      | The road to Coronation street                               | Margaret Morris                |
| 2011      | Coming up                                                   | Felicity                       |
| 2011      | Trollied                                                    | Julie                          |
| 2011      | This is Jinsy                                               | Sra. Stenton                   |
| 2011      | Pixie Hollow Games                                          | Hada Mary                      |
| 2011      | Little Cracker                                              | Hairdresser                    |
| 2012      | True Love                                                   | Sandra                         |
| 2012      | Get your house in order                                     | Narradora                      |